# علم النرويج
اعتُمد علم النرويج الحالي رسمياً في 13 يوليو 1821. ويتكون العلم النرويجي من ثلاثة ألوان هي الأحمر، الأزرق والأبيض.

## أعلام سابقة

علم النرويج مابين عامي 1814 - 1821.
علم النرويج مابين عامي 1844 - 1899.